# Neurotransmissor
Un neurotransmissor és una molècula que utilitzen els animals per transmetre, amplificar i modular senyals elèctrics entre una neurona i una altra cèl·lula. Habitualment es distingeixen els neurotransmissors clàssics dels que no ho són, atenent a unes característiques comunes dels primers neurotransmissors que es van descriure.
En general els neurotransmissors clàssics se sintetitzen en els axons de les neurones presinàptiques (les que emeten el senyal), on s'acumulen en vesícules que són alliberades cap a l'espai sinàptic i provoquen un canvi en la membrana de la cèl·lula postsinàptica (la que rep el senyal), canvi que acostuma a ser del potencial de membrana. Existeixen, però, moltíssimes transmissions que escapen d'aquestes característiques clàssiques, pel que la classificació està essent sotmesa a revisió.

## Descobriment
A principis del segle xx, els científics assumiren que la comunicació sinàptica era elèctrica. Tanmateix, gràcies als exàmens histològics curosos de Ramón y Cajal (1852-1934), es va descobrir un espai entre les neurones, de 20 a 40 nm, conegut avui dia com l'espai sinàptic, i va sembrar el dubte sobre la possibilitat de la transmissió elèctrica. L'any 1921, Otto Loewi (1873-1961) va confirmar que les neurones es comunicaven a través de l'alliberament de biomolècules. Mitjançant una sèrie d'experiments que comprenien nervis de granotes, Loewi va poder controlar manualment la freqüència cardíaca de les granotes controlant la quantitat de solució salina present als nervis. A la fi del seu experiment, Loewi va postular que les neurones no es comuniquen amb senyals elèctrics, però sí amb la variació de la concentració de productes químics. A més, Loewi va descobrir l'acetilcolina, el primer neurotransmissor conegut.

## Identificació de neurotransmissors
Algunes de les propietats que defineix una biomolècula com a neurotransmissor són difícils de comprovar experimentalment. Per exemple, és fàcil fer servir un microscopi electrònic per reconèixer vesícules al costat presinàptic de la sinapsi, però no és fàcil determinar directament quin producte hi ha dintre. Les dificultats es remunten a diverses controvèrsies històriques sobre si una biomolècula era o no era clarament identificada com un transmissor. En un intent de donar estructura als arguments, els neuroquímics van elaborar una sèrie de normes experimentals. Segons les creences prevalents de la dècada dels 60, un neurotransmissor pot ser classificat com a tal si compleix les següents condicions:
1. Hi ha precursors i/o enzims de síntesi localitzats en el costat presinàptic de la sinapsi
2. La biomolècula hi és present en l'element presinàptic
3. Hi és en suficient quantitat a la neurona presinàptica com per afectar la neurona post-sinàptica
4. Hi ha receptors post-sinàptics i la biomolècula pot lligar-se a ells.
5. Hi ha un mecanisme bioquímic per inhibir.

Avenços moderns en farmacologia, genètica i neuroanatomia química han reduït bastant la importància d'aquestes normes. Una sèrie d'experiments que podrien haver durat anys a la dècada dels 60, ara es poden fer, amb molta més precisió, en uns pocs mesos. A més, avui dia, és inusual que la identificació d'un neurotransmissor com a tal generi controvèrsia.

## Tipus de neurotransmissors
Hi ha diverses maneres de classificar neurotransmissors. Dividir-los entre aminoàcids, pèptids i monoamines és una bona manera de classificar-los.
Neurotransmissors principals:
- Aminoàcids: glutamat, aspartat, serina, γ- àcid aminobutíric (GABA), glicina
- Monoamines: dopamina (DA), norepinefrina, noradrenalina (NE, NA), adrenalina (anomenada també epinefrina), histamina, serotonina, melatonina

A més, més de 50 pèptids neuroactius han sigut trobats, i se n'estan descobrint de nous contínuament. Molts d'aquests són “co-alliberats” juntament amb una petita molècula, però en alguns casos el pèptid és el transmissor principal a la sinapsi.
Ions singulars, com per exemple el zinc, són considerats també neurotransmissors per alguns, ja que hi ha unes quantes molècules gasoses com el monòxid de nitrogen (NO) i el monòxid de carboni (CO). No són neurotransmissors estrictament, ja que, tot i que s'ha demostrat experimentalment que són alliberats als terminals presinàptics, no estan empaquetats en vesícules.
No tots els neurotransmissors són igual d'importants. De lluny, el neurotransmissor més prevalent és el glutamat, que és utilitzat en el 90% de les transmissions al cervell humà. El següent més prevalent és GABA, que és usat a més del 90% de les transmissions que no utilitzen glutamat. Això no obstant, però, els neurotransmissors que s'utilitzen menys freqüentment també tenen una funció important. La gran majoria de medicaments psicoactius provoquen els seus efectes alterant les accions d'alguns neurotransmissors, i la gran majoria d'aquestes ataquen a través de neurotransmissors que no són ni el glutamat ni el GABA. Les drogues addictives com la cocaïna, amfetamina i heroïna, per exemple, ataquen a la dopamina.

## Excitadors o inhibidors
Alguns neurotransmissors són normalment descrits com “excitadors” o “inhibidors”. L'únic efecte directe d'un neurotransmissor és activar un o més tipus de receptors. L'efecte en la cèl·lula post-sinàptica depèn exclusivament de les propietats d'aquests receptors. Passa que per alguns neurotransmissors (per exemple, el glutamat), els receptors més importants tenen efectes “excitadors”: o sigui, augmenten la probabilitat que la cèl·lula receptora iniciï un potencial d'acció. Per alguns altres neurotransmissors (com el GABA), els receptors més importants tenen efectes “inhibidors”. Hi ha, tanmateix, altres neurotransmissors, com l'acetilcolina, pel qual existeixen receptors amb resposta excitadora i inhibidora. A més, hi ha altres tipus de receptors que activen vies metabòliques complexes a la cèl·lula post-sinàptica, per produir efectes que no es poden catalogar com a “excitadors” o “inhibidors”. Tot i això, és convenient anomenar el glutamat excitador i el GABA inhibidor, com són descrits normalment.

## Accions
L'única acció directa d'un neurotransmissor és activar un receptor. A més a més, els efectes del neurotransmissor depenen de les connexions de les neurones que usen el transmissor, i de les propietats químiques del receptor al qual el neurotransmissor s'acobla.
Aquí hi ha alguns exemples d'accions importants d'alguns neurotransmissors:
- El glutamat és usat com a excitació ràpida de la sinapsi al cervell i la medul·la espinal. També és usat a la majoria de la sinapsi que és “modificable”, o sigui que és capaç d'augmentar o disminuir amb la seva força. Es pensa que les sinapsis modificables són el magatzem principal de memòria que utilitza el cervell.
- GABA és usat a la gran majoria d'inhibició ràpida de la sinapsi de tot el cervell. Molts sedants o tranquil·litzants actuen augmentant els efectes del GABA. Així com el GABA és l'inhibidor del cervell, la glicina és l'inhibidor de la medul·la espinal.
- L'acetilcolina és el transmissor de la unió neuromuscular, que connecta nervis amb músculs. El verí curare, llençat amb sarbatanes pels aborígens, actua bloquejant la transmissió en aquestes sinapsis. L'acetilcolina també opera en diverses regions del cervell, però usant diferents tipus de receptors.
- La dopamina té un nombre important de funcions al cervell. Intervé de manera determinant a les estructures cerebrals que s'encarreguen de regular el comportament, però una disfunció del sistema de la dopamina està implicada també en la malaltia de Parkinson i l'esquizofrènia.
- La serotonina és un neurotransmissor monoamina. La majoria és produïda i trobada a l'intestí (el 90%), i la restant a les neurones del sistema nerviós central. La seva funció és regular la gana, la son, la memòria i l'aprenentatge, la temperatura, l'estat d'ànim, el comportament, la contracció muscular, i funcions del sistema cardiovascular i endocrí. També es creu que té un paper important en la depressió, ja que alguns pacients depressius s'ha vist que tenen menys concentració de serotonina al teixit cerebral.[2]
- La substància P, un pèptid responsable de la transmissió del dolor per certes neurones sensorials fins al sistema nerviós central.

Neurones que expressen certs tipus de neurotransmissors, sovint formen sistemes diferents, on l'activació del sistema afecta a àmplies zones del cervell, anomenades zones de transmissió. La majoria de sistemes de neurotransmissió inclouen el sistema de la noradrenalina (norepinefrina), el sistema de la dopamina, el de la serotonina i el del colinèrgic.
Medicaments que actuen sobre algun neurotransmissió d'aquests sistemes afecten el sistema complet. Aquest fet explica la complexitat de l'acció d'alguns medicaments i drogues. La cocaïna, per exemple, bloqueja el receptor de la dopamina a la neurona presinàptica, abandonant així els neurotransmissors a l'espai sinàptic durant més temps. Si això passa, el neurotransmissor continua acoblant-se als receptors de la neurona post-sinàptica, conduint a una possible resposta emocional. L'addició física a la cocaïna pot ser resultat d'una exposició prolongada a un excés de dopamina a l'espai sinàptic, causant una regulació dels receptors post-sinàptics. Després que els efectes de la droga desapareguin, es pot sentir depressió perquè disminueix la probabilitat que un neurotransmissor s'acobli a un receptor. El prozac, és un inhibidor selectiu de l'emissió de serotonina (SSRI), que bloqueja l'enviament d'aquesta molècula. Això fa augmentar la quantitat de serotonina present a la sinapsi i fa que s'estigui allà més temps, potenciant l'efecte de la serotonina que s'allibera normalment. AMPT prevé la conversió de tirosina a L-DOPA, el precursor de la dopamina; la reserpina prevé l'emmagatzematge de dopamina a les vesícules; i el deprenil inhibeix la monoamina oxidasan (MAO-B) i això augmenta els nivells de dopamina.
Hi ha malalties que poden afectar sistemes específics de neurotransmissió. Per exemple, la malaltia de Parkinson està com a mínim relacionada en la funció defectuosa de les cèl·lules dopaminèrgiques del nucli intern del cervell, per exemple la matèria negra. El tractament es basa a potenciar l'efecte dels precursors de la dopamina, encara que té un èxit relatiu.

## Sistemes de neurotransmissió
Seguidament, una petita taula dels sistemes de neurotransmissió més importants:
| Sistema                      | Origen                                                                                                | Efectes                                                  |
| ---------------------------- | --- | -------------------------------------------------------- |
| Sistema de la noradrenalina3 | Locus ceruli                                                                                          | - excitació                                              |
| Sistema de la noradrenalina3 | Tegment                                                                                               | - excitació                                              |
| Sistema de la dopamina       | vies de ladopamina : - via mesocortical - via mesolímbica - via nigrostacial - via tuberoinfundibular | Sistema motor,endocrí i el coneixement                   |
| Sistema de la serotonina     | nucli dorsal de rafe cabdal                                                                           | estat d'ànim, sacietat, temperatura de la sang i el son. |
| Sistema de la serotonina     | nucli dorsal de rafe rostral                                                                          | estat d'ànim, sacietat, temperatura de la sang i el son. |
| Sistema colinèrgic           | complex pontomesencefalotegmental                                                                     | - aprenentatge - A llarg termini - excitació             |
| Sistema colinèrgic           | Nucli basal òptic de Meynert                                                                          | - aprenentatge - A llarg termini - excitació             |
| Sistema colinèrgic           | nucli septal mitjà                                                                                    | - aprenentatge - A llarg termini - excitació             |

## Tipus de neurotransmissors
| Categoria                   | Nom                                            | Abreviació | Metabotròpic                                                      | Ionotròpic                                              |
| Petits: aminoàcids petits   | Aspartat                                       |            | -                                                                 | -                                                       |
| Neuropèptids                | N-Acetilaspartilglutamat                       | NAAG       | Receptor metabotròpic del glutamats; agonista selectiu del mGluR3 | -                                                       |
| Petits: Aminoàcids          | glutamat (àcid glutàmic)                       | Glu        | Receptor metabotròpic del glutamat                                | receptor del NMDA, Receptor de Cainat, receptor de AMPA |
| Petits: aminoàcids          | àcid gamma-aminobutíric                        | GABA       | receptor de GABAB                                                 | GABAA, receptor de GABAA-ρ                              |
| Petits: Aminoàcidsg         | Glicina                                        | Gly        | -                                                                 | receptor de la Glicina                                  |
| Petits: Acetilcolina        | Acetilcolina                                   | Ach        | receptor muscarínic de l'acetilcolina                             | receptor de l'acetilcolina nicotínica                   |
| Petits: Monoamina (Phe/Tyr) | Dopamina                                       | DA         | Receptor de la dopamina                                           | -                                                       |
| Petits: Monoamina (Phe/Tyr) | Norepinefrina (noradrenalina)                  | NE         | receptor adrenèrgic                                               | -                                                       |
| Petits: Monoamina (Phe/Tyr) | Epinefrina (adrenalina)                        | Epi        | Receptor adrenèrgic                                               | -                                                       |
| Petits: Monoamina (Phe/Tyr) | Octopamina                                     |            | -                                                                 | -                                                       |
| Petits: Monoamina (Phe/Tyr) | Tiramina                                       |            | -                                                                 |                                                         |
| Petits: Monoamina (Trp)     | Serotonina (5-hidroxitriptamina)               | 5-HT       | Receptor de la serotonina, tots menys 5-HT3                       | 5-HT3                                                   |
| Petits: Monoamina (Trp)     | Melatonina                                     | Mel        | Receptor de la Melatonina                                         | -                                                       |
| Petits: Monoamina (His)     | Histamina                                      | H          | Receptor de la Histamina                                          | -                                                       |
| PP: Gastrines               | Gastrina                                       |            | -                                                                 | -                                                       |
| PP: Gastrines               | Colecistoquinina                               | CCK        | receptor de la Colecistoquinina                                   | -                                                       |
| PP: “Neurohypophyseals”     | Vasopressina                                   | AVP        | receptor de la Vasopressina                                       | -                                                       |
| PP: “Neurohypophyseals”     | Oxitocina                                      |            | receptor de la Oxitocina                                          | -                                                       |
| PP: “Neurohypophyseals”     | Neurofisina I                                  |            | -                                                                 | -                                                       |
| PP: “Neurohypophyseals”     | Neurofisina II                                 |            | -                                                                 | -                                                       |
| PP: Neuropèptid Y           | Neuropèptid Y                                  | NY         | receptor del Neuropèptid Y                                        | -                                                       |
| PP: Neuropèptid Y           | polipèptid Pancreàtic                          | PP         | -                                                                 | -                                                       |
| PP: Neuropèptid Y           | Pèptid YY                                      | PYY        | -                                                                 | -                                                       |
| PP: Opiacis                 | Corticotropina (hormona adrenocorticotròpica)  | ACTH       | receptor de la Corticotropina                                     | -                                                       |
| PP: Opiacis                 | Dinorfina                                      |            | -                                                                 | -                                                       |
| PP: Opiacis                 | Endorfina                                      |            | -                                                                 | -                                                       |
| PP: Opiacis                 | Encefalina                                     |            | -                                                                 | -                                                       |
| PP: Secretines              | Secretina                                      |            | receptor de la Secretina                                          | -                                                       |
| PP: Secretines              | Motilina                                       |            | receptor de la Motilina                                           | -                                                       |
| PP: Secretines              | Glucagó                                        |            | receptor del Glucagó                                              | -                                                       |
| PP: Secretines              | pèptid intestinal vasoactiu                    | VIP        | receptor del pèptid intestinal vasoactiu                          | -                                                       |
| PP: Secretines              | Factor alliberador de l'hormona del creixement | GRF        | -                                                                 | -                                                       |
| PP: Somtostatines           | Somatostatina                                  |            | receptor de la Somatostatina                                      | -                                                       |
| SS: Taquiquinines           | Neuroquinina A                                 |            | -                                                                 | -                                                       |
| SS: Taquiquinines           | Neuroquinina B                                 |            | -                                                                 | -                                                       |
| SS: Taquiquinines           | Substància P                                   |            | -                                                                 | -                                                       |
| PP: Altres                  | Bombesina                                      |            | -                                                                 | -                                                       |
| PP: Altres                  | pèptid alliberador de la gastrina              | GRP        | -                                                                 | -                                                       |
| Gas                         | monòxid de nitrogen                            | NO         | Soluble guanilil ciclase                                          | -                                                       |
| Gas                         | monòxid de carboni                             | CO         | -                                                                 | Lligat a canals de potassi                              |
| Altres                      | Anandamida                                     | AEA        | Receptor de Cannabinoides                                         | -                                                       |
| Altres                      | Adenosin trifosfat                             | ATP        | P2Y12                                                             | receptor del P2X                                        |

## Trastorns associats als neurotransmissors
Malaltia d'Alzheimer: La malaltia d'Alzheimer és un desordre neurodegeneratiu caracteritzat per un mal progressiu als processos d'aprenentatge i memòria. Està associat amb una manca d'acetilcolina en unes certes regions del cervell.
Depressió: Es creu que la depressió és causada per una disminució en els nivells de norepinefrina, serotonina i dopamina en el sistema nerviós central. Per tant, el tractament farmacològic de la depressió apunta a augmentar les concentracions d'aquests neurotransmissors en el sistema nerviós central.
Esquizofrènia: L'esquizofrènia, una malaltia mental severa, ha estat associada amb quantitats excessives de dopamina en els lòbuls frontals, la qual cosa genera episodis psicòtics en aquests pacients. Els fàrmacs antagonistes dels receptors de dopamina són usats sovint per a ajudar a pacients amb aquesta condició.
Malaltia de Parkinson: La destrucció de la substància negra porta a la pèrdua de l'única font de dopamina del sistema nerviós central. La depleció de dopamina genera els característics tremolors musculars incontrolables vists en pacients que sofreixen de Parkinson.
Epilèpsia: Algunes condicions epilèptiques són causades per la falta de neurotransmissors inhibitoris com GABA, o per l'increment de neurotransmissors excitatorios com el glutamat. Depenent de la causa dels episodis, el tractament pot estar orientat a incrementar la concentració de GABA o disminuir la concentració de glutamat.
Malaltia de Huntington: A més de l'epilèpsia, una reducció crònica de GABA en el cervell pot provocar la malaltia de Huntington. És una malaltia hereditària relacionada amb una anormalitat en l'ADN, que pot portar a una disminució en la capacitat de les neurones per a captar GABA. No hi ha cura per a la malaltia de Huntington, però podem tractar els seus símptomes incrementant farmacològicament la quantitat de neurotransmissors inhibitoris.
Miastènia greu: La miastènia greu és una rara condició autoimmune caracteritzada per una falla de la neurotransmissió a nivell de les unions neuromusculars, portant a fatiga i feblesa muscular sense atròfia.
Amb bastant freqüència la miastènia greu resulta d'anticossos circulants que bloquegen els receptors d'acetilcolina a nivell postsinàptic de la unió neuromuscular. Això inhibeix els efectes excitatorios de l'acetilcolina en els receptors nicotínics de les unions neuromusculars. En una altra forma molt menys freqüent, la feblesa muscular pot resultar d'un defecte genètic heretat en parts de la unió neuromuscular, a diferència de ser desenvolupat a través de transmissió passiva des del sistema immune de la mare en néixer, o per mecanismes autoimmunes posteriorment.

## Precursors dels neurotransmissors
Mentre que l'arribada de precursors dels neurotransmissors fa augmentar la síntesi de neurotransmissors, hi ha controvèrsia sobre si això afecta a la quantitat de neurotransmissor alliberat. Fins i tot amb un augment d'alliberament de neurotransmissor, no és clar si això resultarà en un increment de la força del senyal a llarg termini, ja que el sistema nerviós es pot adaptar a canvis com per exemple a un increment de la síntesi de neurotransmissor, i pot, per exemple, mantenir un alliberament d'aquests constant. Alguns neurotransmissors tenen un paper en la depressió, i hi ha proves que suggereixen que un augment de precursors d'aquests neurotransmissors pot ser útil al tractament per moderar la depressió.,

## Precursors de la norepinefrina
Per pacients depressius amb una poca activitat de la norepinefrina, hi ha només poca evidència que l'administració del precursor d'aquest neurotransmissor tingui algun efecte beneficiós. L-fenilalanina i L-tirosina són ambdós precursors de la dopamina, la norepinefrina i l'epinefrina. Aquestes conversions requereixen vitamina B6, vitamina C i S-adenosilmetionina. Alguns estudis suggereixen que la L-fenilalanina i la L-tirosina tenen potents efectes antidepressius, però hi ha molt camí per recórrer encara en aquesta recerca.

## Precursors de la serotonina
L'administració de L-triptòfan, un precursor de la serotonina, pot arribar a duplicar la producció de serotonina del cervell. És significativament més efectiu que un placebo en el tractament de la depressió moderada. Aquesta conversió necessita vitamina C.
5-hidroxitriptòfan (5-HTP) també és un precursor de la serotonina, i és també més efectiu que un placebo i gairebé tan efectiu com alguns antidepressius. Curiosament, es necessiten 2 setmanes perquè es doni una resposta antidepressiva, mentre que els medicaments antidepressius tarden de 2 a 4 setmanes. 5-HTP no té efectes secundaris significatius.
L'administració de 5-HTP fa que es sobrepassi la quantitat de serotonina produïda a partir de triptòfan. A més, l'5-HTP traspassa la barrera cerebral sanguínia i entra al sistema nerviós central sense necessitat de cap molècula transportadora. Tanmateix, hi ha proves que suggereixen que un defecte post-sinàptic en la utilització de la serotonina pot ser un important factor que condueix a la depressió, no només el fet d'insuficiència de serotonina.
És important tenir en compte que no tots els casos de depressió són causats per un defecte de serotonina. Tanmateix, en el subgrup de pacients que tenen aquests defecte, hi ha forta evidència per suggerir que el 5-HTP és molt útil terapèuticament parlant per tractar la depressió, i més efectiu que l'L-triptòfan.
La depressió no té només una causa; no totes les causes de depressió són degudes a nivells baixos de serotonina o norepinefrina. Tests sanguinis que mostren la raó de triptòfan i altres amino àcids, com també amb hematies i transportadors de membrana d'aquests aminoàcids, poden ser usats per predir si la serotonina o la norepinefrina poden ser bons instruments terapèutics. A més, hi ha proves que suggereixen que els precursors de neurotransmissors poden ser útils per tractar la depressió.

## Degradació i eliminació
Els neurotransmissors han de ser hidrolitzats quan arriben a l'espai post-sinàptic per prevenir excitacions o inhibicions posteriors no desitjades. Per exemple, l'acetilcolina, un neurotransmissor excitador, és hidrolitzat per l'acetilcolinesterasa. La colina és reutilitzada per la neurona presinàptica per sintetitzar més acetilcolina. Altres neurotransmissors, com la dopamina, són capaços de sortir de l'espai sinàptic per difusió i són eliminats pel cosa a través dels ronyons, o acaben sent destruïts al fetge. Cada neurotransmissor té vies de degradació específiques i punts que regulen la seva expressió, que poden ser atacats pel sistema regulador del nostre propi cos, o per drogues.